# شهرستان چین
شهرستان چین (به لاتین: Qin County) یک منطقهٔ مسکونی در چین است که در چانگجی واقع شده‌است.